# Correbia tristitia
Correbia tristitia là một loài bướm đêm thuộc phân họ Arctiinae, họ Erebidae.